# Molpadia (Amazone)
Pour les articles homonymes, voir Molpadia.
Dans la mythologie grecque, Molpadia est une Amazone qui prend part à l'invasion de l'Attique et combat contre le héros athénien Thésée.

## Mythe antique

### Vie
Selon Pausanias le Périégète, Molpadia participe à l'invasion de l'Attique par les Amazones, qui se heurte à une défense victorieuse des Athéniens. Durant cette période, une Amazone, Antiope, était tombée amoureuse de Thésée, au point qu'elle combat du côté des Athéniens dans la bataille. Au cours des combats, Molpadia tue Antiope d'un coup de javelot (selon Plutarque) ou d'une flèche (selon Pausanias) avant d'être elle-même tuée par Thésée.

### Tombeau à Athènes
Au IIe siècle, l'écrivain grec Pausanias le Périégète indique qu'un tombeau passant pour être celui de Molpadia se trouvait à Athènes. Il l'évoque conjointement avec celui d'Antiope qui se trouvait près d'une des entrées de la ville.

## Postérité
L'écrivaine américaine Evangeline Walton met en scène Molpadia dans son roman de fantasy mythologique The Sword is Forged en 1983.